# De Havilland Canada DHC-4 Caribou
O de Havilland Canada DHC-4 Caribou (designado pelo exército dos Estados Unidos como CV-2 e, mais tarde, C-7 Caribou) é uma aeronave canadiana desenhada e produzida para realizar missões de transporte aéreo, tendo capacidade STOL. Voou pela primeira em 1958 e, embora não seja mais usada por operadores militares, ainda é usada para realizar voos esporádicos para partes remotas.